# ميتشيل إتش كاتس
ميتشيل إتش كاتس (بالإنجليزية: Mitchell H. Katz)‏ هو طبيب أمريكي، ولد في 1960 في بروكلين في الولايات المتحدة.